# 深谷みさお
深谷 みさお（ふかや みさお、1946年2月18日 - ）は、日本の女優。本名、深谷 節。
愛知県出身。特技は三味線、日舞。現代所属。

## 来歴・人物
テレビドラマ、舞台を中心に活躍している。
大下英治著「石井ふく子 女の学校」によれば、ドラマ『ありがとう』では九保育園の保母、十病院の看護婦、三三九の求人に応募してくる女性を演じたが、稽古では水前寺の代役をつとめていた(多忙な水前寺は本番しか来ることが出来なかった)。

## 出演作品

### テレビドラマ
- 怪奇大作戦 第21話「美女と花粉」（1969年、TBS / 円谷プロ） - ウェイトレス
- ありがとう （TBS）
  - 第1シリーズ（1970年） - 石川千代
  - 第2シリーズ（1972年 - 1973年） - 安本とし子
  - 第3シリーズ（1974年）
- 肝っ玉かあさん 第3シリーズ（1971年 - 1972年、TBS）
- 東芝 日曜劇場 （TBS）
  - 第823回「母の鈴」（1972年）
  - 第837回「二人だけの道 その2」（1972年）
  - 第1072回「白い闇」（1977年）
  - 第1400回「おんなの家 その13」（1983年）
  - 第1658回「鳩のいる風景」（1988年）
  - 第1734回「ピンクエンジェルのさくらちゃん」（1990年）
  - 第1756回「息子のご帰還」（1990年）
- ゆびきり（1973年、TBS） - せい子
- 明日がござる（1975年 - 1976年、TBS） - 川井
- あにき（1977年、TBS）
- 大追跡 第16話「暴行魔W」（1978年、日本テレビ）
- 天皇の料理番（1980年 - 1981年、TBS）
- 熱中時代 教師編第2シリーズ「豆腐屋とガンマン」（1980年） - 中年の女
- 走れ!熱血刑事 第12話「俺は、弁慶だ!」（1981年） - 平山の妻
- 男子の本懐（1981年、NHK）
- 3年B組金八先生 第2シリーズ （1981年、TBS）
  - 第21話「不正を憎む心を持て!」 - 荒川西高・野村優（電話の声のみ）
  - 第24話「卒業式前の暴力2」 - 荒谷二中・鈴木
- 新五捕物帳 第145話 「父の背見つめて」（1981年、日本テレビ）
- 土曜ワイド劇場
  - 「純愛連続殺人2・すすり泣く水子地蔵」（1982年、朝日放送）
  - 「再婚旅行殺人事件」（1982年、テレビ朝日）
  - 「京都お見合いツアー殺人事件」（1997年、テレビ朝日）
  - 「美人エステティシャン殺し」（1997年、テレビ朝日）
  - 「逆転弁護〜カリスマ占い師の生中継殺人!」（2006年、朝日放送）
- 太陽にほえろ! （日本テレビ）
  - 第515話「生いたち」（1982年）
  - 第532話「バラの刺青」（1982年）
  - 第553話「ドックとマミー」（1983年）
  - 第575話「向い風」（1983年）
  - 第693話「わが子へ!」（1986年）
- いつもお陽さま家族（1982年 - 1983年、TBS） - 綿貫弓子
- 西武スペシャル「離婚 ぼくんちの場合」（1983年5月20日、TBS）
- 西部警察 PART-III 第18話「パニック・博多どんたく -福岡篇-」（1983年、ANB） - 津川医師の妻
- 必殺渡し人 第11話「浮世絵の舞台で渡します」（1983年、朝日放送）
- 特捜最前線 第358話「単身赴任殺人事件!」（1984年、テレビ朝日）
- 平岩弓枝ドラマシリーズ / 女の暦（1984年、フジテレビ）
- 東中学3年5組（1984年、TBS）
- うちの子にかぎって… 第2シリーズ 第11話「ニャンニャンしましょ」（1985年、TBS） - 羽田の母
- 一休さん・喝! 第8話「思い出プレゼント・少女へのまごころ大作戦」（1986年、テレビ東京）
- 毎度おさわがせします 第3シリーズ 第13話「鉄建+涙=愛」（1987年、TBS）
- 木曜ゴールデンドラマ （讀賣テレビ放送）
  - 「松本清張サスペンス・結婚式」（1989年）
- 月曜ドラマスペシャル （TBS）
  - 「赤い復讐・19年前の強盗殺人事件」（1993年）
  - 「家裁調査官 晶子」（1999年）
  - 「十津川警部シリーズ 19・伊豆七滝殺人事件」（2000年）
  - 「おばさん会長・紫の犯罪清掃日記 ゴミは殺しを知っている6」（2003年）
- 裸の大将 第64話「生き神様になった清」（1994年、関西テレビ / 東阪企画）
- 女の言い分 第9話（1994年、TBS）
- ショカツ 第5話「痛恨の捜査ミス!? 逃げた放火魔」（2000年、関西テレビ放送）
- 花村大介 第3話「パパ、ママをもういじめないで」（2000年、関西テレビ）
- 催眠 第8話（2000年、TBS）
- ナースのお仕事3 第20話「ようこそ学生さん」（2000年、フジテレビ）
- 女と愛とミステリー （テレビ東京）
  - 「北アルプス山岳救助隊・紫門一鬼4・北アルプス殺人ケルン」（2002年）
  - 「動物病院ドクトル花子の殺人カルテ! …犬だけが知っている!?」（2003年）
  - 「事件記者・浦上伸介3・東北線殺人事件」（2004年）
- オレンジデイズ 第8話「結ばれる二人」（2004年、TBS）

### 映画
- 天からの贈り物
- 踊る大捜査線 THE MOVIE - 吉田副総監の妻
- 冬の怪談〜ぼくとワタシとおばあちゃんの物語〜
- Oh!マイブラザー 誰の心に届く…（2010年） - 芳江

### 舞台
- 品川心中
- 春日局
- 冬の蝶
- お美津
- 御いのち
- 渡る世間は鬼ばかり